# Coreia do Norte nos Jogos Olímpicos de Verão de 2024
Coreia do Norte participou dos Jogos Olímpicos de Verão de 2024 que foram realizados em Paris na França, entre 26 de julho e 11 de agosto de 2024. Foi a 11. participação do país nos Jogos Olímpicos de Verão desde a estreia em Munique 1972 e seu retorno após desistir de Tóquio 2020, celebrado em 2021, por conta da pandemia de COVID-19.

## Medalhas
| Medalha           | Atleta                   | Esporte            | Evento                                | Data        |
| ----------------- | ------------------------ | ------------------ | ------------------------------------- | ----------- |
| Medalha de prata  | Ri Jong-sik Kim Kum-yong | Tênis de mesa      | Duplas mistas                         | 30 de julho |
| Medalha de prata  | Kim Mi-rae Jo Jin-mi     | Saltos ornamentais | Plataforma 10 m sincronizado feminino | 31 de julho |
| Medalha de bronze | Pang Chol-mi             | Boxe               | Até 54 kg feminino                    | 4 de agosto |
| Medalha de bronze | Kim Mi-rae               | Saltos ornamentais | Plataforma 10 m feminino              | 6 de agosto |
| Medalha de bronze | Ri Se-ung                | Lutas              | Greco-romana masculina –60 kg         | 6 de agosto |
| Medalha de bronze | Choe Hyo-gyong           | Lutas              | Livre feminino –53 kg                 | 8 de agosto |

## Competidores
Esta foi a participação por modalidade nesta edição:
| Esporte       | Masculino | Feminino | Total |
| ------------- | --------- | -------- | ----- |
| Atletismo     | 1         | 0        | 1     |
| Boxe          | 0         | 2        | 2     |
| Ginástica     | 0         | 1        | 1     |
| Judô          | 0         | 1        | 1     |
| Lutas         | 1         | 2        | 3     |
| Tênis de mesa | 1         | 2        | 2     |
| Total         | 4         | 10       | 14    |

## Desempenho

### Atletismo
Atletas norte-coreanos de atletismo se classificaram para Paris 2024 ao receberem vagas universais diretas nos seguintes eventos:
Masculino
Pista e estrada
| Atleta       | Evento   | Final     | Final |
| Atleta       | Evento   | Resultado | Pos.  |
| ------------ | -------- | --------- | ----- |
| Han Il-ryong | Maratona | 2:11:21   | 29    |

### Boxe
A Coreia do Norte inscreveu dois boxeadores no torneio olímpico. Pang Chol-mi (peso galo feminino) e Won Ung-yong (peso leve feminino) se classificaram para Paris em suas respectivas divisões ao avançar para a rodada semifinal nos Jogos Asiáticos de 2022 em Hangzhou, China.
Feminino
| Atleta       | Evento | Primeira rodada      | Oitavas              | Quartas              | Semifinais           | Final                | Final             |
| Atleta       | Evento | Adversário Resultado | Adversário Resultado | Adversário Resultado | Adversário Resultado | Adversário Resultado | Pos.              |
| ------------ | ------ | -------------------- | -------------------- | -------------------- | -------------------- | -------------------- | ----------------- |
| Pang Chol-mi | –54 kg | —                    | UZB N Uktamova V 5–0 | MAR W Bertal V 4–0   | CHN Chang Y D 2–3    | Não avançou          | Medalha de bronze |
| Won Un-gyong | –60 kg | —                    | NED C Heijnen D 1–4  | Não avançou          | Não avançou          | Não avançou          | Não avançou       |

### Ginástica

#### Artística
A Coreia do Norte inscreveu uma ginasta para competir nos Jogos. An Chang-ok garantiu uma vaga por se tornar uma das ginastas melhores qualificadas no salto feminino, ainda não qualificada, por meio da classificação final da Copa do Mundo de Ginástica Artística de 2024.
Feminino
Individual
| Atleta      | Evento           | Qualificatória | Qualificatória | Qualificatória | Qualificatória | Qualificatória | Qualificatória | Final       | Final       | Final       | Final       | Final       | Final       |             |
| Atleta      | Evento           | Aparelho       | Aparelho       | Aparelho       | Aparelho       | Total          | Pos.           | Aparelho    | Aparelho    | Aparelho    | Aparelho    | Total       | Pos.        |             |
| Atleta      | Evento           | VT             | UB             | BB             | FX             | Total          | Pos.           | VT          | UB          | BB          | FX          | Total       | Pos.        |             |
| ----------- | ---------------- | -------------- | -------------- | -------------- | -------------- | -------------- | -------------- | ----------- | ----------- | ----------- | ----------- | ----------- | ----------- | ----------- |
| An Chang-ok | Individual geral | 14.183 Q       | 13.433         | DNS            | 11.666         | DNF            | DNF            | Não avançou | Não avançou | Não avançou | Não avançou | Não avançou | Não avançou | Não avançou |
| An Chang-ok | Salto            | 14.183         | —              | —              | —              | 14.183         | 6 Q            | 14.216      | —           | —           | —           | 14.216      | 4           |             |

### Judô
A Coreia do Norte qualificou uma judoca nos Jogos. Mun Song-hui (peso médio feminino, 70 kg) se classificou por cota continental com base no ranking de pontos olímpicos.
Feminino
| Atleta       | Evento | Fase de 32                | Fase de 16           | Quartas              | Semifinais           | Repescagem           | Final                | Final       |
| Atleta       | Evento | Adversário resultado      | Adversário resultado | Adversário resultado | Adversário resultado | Adversário resultado | Adversário resultado | Pos.        |
| ------------ | ------ | ------------------------- | -------------------- | -------------------- | -------------------- | -------------------- | -------------------- | ----------- |
| Mun Song-hui | –70 kg | UZB G Matniyazova D 00–10 | Não avançou          | Não avançou          | Não avançou          | Não avançou          | Não avançou          | Não avançou |

### Lutas
A Coreia do Norte qualificou cinco lutadores para a competição olímpica. Quatro deles se classificaram para os Jogos após vencer a rodada semifinal no Torneio de Qualificação Olímpica Asiática de 2024 em Bisqueque, Quirguistão; enquanto isso, o outro lutador se classificou através do Torneio de Qualificação Mundial de 2024 em Istambul, Turquia.

#### Livre
Feminino
| Atleta         | Evento | Oitavas              | Quartas              | Semifinal            | Repescagem           | Final                 | Final          |
| Atleta         | Evento | Adversário Resultado | Adversário Resultado | Adversário Resultado | Adversário Resultado | Adversário Resultado  | Pos.           |
| -------------- | ------ | -------------------- | -------------------- | -------------------- | -------------------- | --------------------- | -------------- |
| Kim Son-hyang  | −50 kg | Não participou       | Não participou       | Não participou       | Não participou       | Não participou        | Não participou |
| Choe Hyo-gyong | −53 kg | ECU L Yépez D 4–7    | Não avançou          | Não avançou          | Não avançou          | Não avançou           | Não avançou    |
| Mun Hyon-gyong | −62 kg | Não participou       | Não participou       | Não participou       | Não participou       | Não participou        | Não participou |
| Pak Sol-gum    | −68 kg | MDA I Rîngaci V 10–6 | IND N Dahiya V 10–8  | USA A Elor D 0–10    | —                    | TUR B Çavuşoğlu D 2–4 | 5              |

#### Greco-romana
Masculino
| Atleta    | Evento | Oitavas              | Quartas               | Semifinal            | Repescagem           | Final                 | Final             |
| Atleta    | Evento | Adversário Resultado | Adversário Resultado  | Adversário Resultado | Adversário Resultado | Adversário Resultado  | Pos.              |
| --------- | ------ | -------------------- | --------------------- | -------------------- | -------------------- | --------------------- | ----------------- |
| Ri Se-ung | –60 kg | MDA V Ciobanu V 10–3 | UZB I Bakhromov V 9–0 | CHN Cao L D 3–3      | —                    | VEN R Rodríguez V 8–0 | Medalha de bronze |

### Saltos ornamentais
Os saltadores norte-coreanos garantiram uma vaga para Paris 2024 em virtude dos melhores desempenhos individuais masculino e feminino no Campeonato Mundial de Esportes Aquáticos de 2024 em Doha no Catar.
| Atleta               | Evento                                | Preliminar | Preliminar | Semifinal   | Semifinal   | Final       | Final             |
| Atleta               | Evento                                | Pontos     | Pos.       | Pontos      | Pos.        | Pontos      | Pos.              |
| -------------------- | ------------------------------------- | ---------- | ---------- | ----------- | ----------- | ----------- | ----------------- |
| Im Yong-myong        | Plataforma 10 m masculino             | 347.10     | 22         | Não avançou | Não avançou | Não avançou | Não avançou       |
| Kim Mi-rae           | Plataforma 10 m feminino              | 287.70     | 10         | 322.40      | 4           | 372.10      | Medalha de bronze |
| Kim Mi-rae Jo Jin-mi | Plataforma 10 m sincronizado feminino | —          | —          | —           | —           | 315.90      | Medalha de prata  |

### Tênis de mesa
A Coreia do Norte classificou uma equipe de duplas mistas e uma de simples feminina para os Jogos, ao vencer a partida semifinal, na Qualificação Olímpica Mundial de Duplas Mistas da ITTF 2024 em Havířov, República Checa; e por meio das realocações do Torneio de Qualificação do Leste Asiático.
| Atleta                   | Evento              | Preliminar           | Rodada 1             | Rodada 2             | Rodada 3              | Oitavas                           | Quartas                             | Semifinal                  | Final                      | Final            |
| Atleta                   | Evento              | Adversário resultado | Adversário resultado | Adversário resultado | Adversário resultado  | Adversário resultado              | Adversário resultado                | Adversário resultado       | Adversário resultado       | Pos.             |
| ------------------------ | ------------------- | -------------------- | -------------------- | -------------------- | --------------------- | --------------------------------- | ----------------------------------- | -------------------------- | -------------------------- | ---------------- |
| Pyon Song-gyong          | Individual feminino | —                    | —                    | HKG Doo H V 4–1      | GER N Mittelham V 4–3 | PUR A Díaz V 4–3                  | JPN H Hayata D 4–3                  | Não avançou                | Não avançou                | Não avançou      |
| Ri Jong-sik Kim Kum-yong | Duplas mistas       | —                    | —                    | —                    | —                     | JPN T Harimoto JPN H Hayata V 4–1 | SWE K Karlsson SWE C Källberg V 4–1 | HKG Wong C HKG Doo H V 4–3 | CHN Wang C CHN Sun Y D 2–4 | Medalha de prata |